# 32 Андромеды
32 Андромеды (лат. 32 Andromedae, HD 3817) — одиночная звезда в созвездии Андромеды на расстоянии приблизительно 332 световых лет (около 102 парсеков) от Солнца. Видимая звёздная величина звезды — +5,3m. Возраст звезды определён как около 420 млн лет.

## Характеристики
32 Андромеды — жёлтый гигант спектрального класса G8III. Масса — около 2,81 солнечных, радиус — около 12,16 солнечных, светимость — около 90,2 солнечных. Эффективная температура — около 5107 K.